# Wiwibloggs
Wiwibloggsは、ユーロビジョン・ソング・コンテストに焦点を当てたウェブサイト及びYouTubeチャンネル。
Google Analyticsのデータに基づくと、このサイトは2016年5月のユーロビジョンの週には季節性の訪問者が訪れ、1日辺り250,000の閲覧回数を記録した。